# Semilimacella bonellii
Semilimacella bonellii е вид охлюв от семейство Vitrinidae. Видът не е застрашен от изчезване.

## Разпространение
Разпространен е в Албания, Босна и Херцеговина, България, Гърция, Италия, Северна Македония, Румъния, Словения, Сърбия (Косово), Унгария, Хърватия и Черна гора.

## Описание
Популацията на вида е стабилна.